# Carychiinae
Carychiinae es una subfamilia de caracoles terrestres (moluscos gasterópodos dotados de pulmones).

## Taxonomía
Carychiinae forma parte de la familia Ellobiidae según la clasificación taxonómica de los gasterópodos de Bouchet & Rocroi (2005), si bien algunos autores consideran que constituye una familia separada.

## Géneros
Entre los géneros dentro de la subfamilia Carychiinae se cuentan los siguientes:
- Carychium O. F. Müller, 1773 - género tipo de la subfamilia Carychiinae[1]
- Coilostele Benson, 1864
- Koreozospeum Jochum, Prozorova, Sharyi-ool & Páll-Gergely, 2015
- Zospeum Bourguignat, 1856

## Ecología
Carychiinae, un linaje de la familia Ellobioidea, ha logrado adaptarse con éxito a un hábitat terrestre. Aun así, ocupan hábitats epigeos, oscuros y permanentemente húmedos (Carychium) o subterráneos (Zospeum), en los hábitats holárticos de los diversos continentes en los que se encuentran. Este cambio drástico de un hábitat marino a otro terrestre tuvo lugar de forma independiente al proceso de adaptación de los caracoles terrestres del clado Eupulmonata.